# Enekoitz Azparren
Enekoitz Azparren Irurzun, né le 5 février 2002, est un coureur cycliste espagnol.

## Biographie
Enekoitz Azparren est le fils de Mikel Azparren, ancien cycliste amateur de bon niveau. Son frère aîné Xabier Mikel est également un coureur cycliste qui est passé professionnel en 2021 chez Euskaltel-Euskadi,. Baigné dans le milieu du vélo, il fait ses débuts au sein de l'école de cyclisme Donosti Berri, à Saint-Sébastien.
Chez les juniors, il court au sein de l'équipe Ampo, elle-même liée à la formation Laboral Kutxa, qui fait office de réserve pour la Fundación Euskadi. Il a également pour entraîneur Jorge Azanza, ancien cycliste professionnel. Coureur longiligne, il s'impose à plusieurs reprises dans des courses régionales basques et brille également sur piste.
En 2021, il suit le cursus de la Fondation Euskadi en intégrant le club Laboral Kutxa. Bon rouleur, il est champion régional du Guipuscoa et troisième du championnat d'Espagne dans le contre-la-montre, en catégorie espoirs (moins de 23 ans). Lors de la saison 2022, il remporte notamment le championnat régional du Pays basque et obtient diverses places d'honneur, principalement dans sa région d'origine. Au mois d'aout, il est sélectionné en équipe d'Espagne pour disputer le Tour de l'Avenir.
Il passe finalement professionnel en 2023 chez Euskaltel-Euskadi, où il retrouve son frère Xabier Mikel. Après une reprise au Tour d'Arabie saoudite, il participe à diverses courses professionnelles en Espagne durant l'hiver. Il se classe notamment vingt-septième du Gran Camiño. On le retrouve ensuite engagé dans plusieurs compétitions en Belgique. Le 11 avril, il termine onzième de Paris-Camembert.

## Palmarès et résultats

### Palmarès sur route
- 2019
  - Champion du Guipuscoa du contre-la-montre juniors
- 2020
  - 3e de la Gipuzkoa Klasika
- 2021
  - Champion du Guipuscoa du contre-la-montre espoirs (Mémorial Gervais)
  - Clásica Agoncillo
  - 3e du championnat d'Espagne du contre-la-montre espoirs
  - 3e de l'Oñati Proba
- 2022
  - Champion du Pays basque sur route (San Isidro Sari Nagusia)
  - Ereñoko Udala Sari Nagusia
  - 2e du Mémorial Zunzarren
  - 2e du Mémorial Sabin Foruria
  - 3e du Trophée de l'Essor
  - 3e du Mémorial Pereda
  - 3e du Tour de Navarre
  - 3e de la San Martín Proba
  - 3e du Torneo Euskaldun

### Classements mondiaux
| Année                                 | 2021  | 2022  | 2023  | 2024  |
| ------------------------------------- | ----- | ----- | ----- | ----- |
| Classement mondial                    | 1819e | 1749e | 1430e | 2411e |
| UCI Europe Tour                       | 1250e | 1146e | nc    | nc    |
|                                       |       |       |       |       |
| Légende : nc = non classéSource : UCI |       |       |       |       |

### Palmarès sur piste
- 2020
  - 3e du championnat d'Espagne de l'américaine juniors